# Ageratum maritimum
Ageratum maritimum es una especie de planta fanerógama de la familia de las asteráceas, nativa de México. 

## Descripción
Es una hierba de ramas postradas. Las hojas tienen forma ovada, son carnosas y gruesas y de color verde pálido. Las flores son moradas con forma de tubo.

## Distribución y hábitat
Originaria de América boreal y de México, está presente en clima cálido desde el nivel del mar hasta los 30 metros, asociada a vegetación perturbada derivada del bosque tropical perennifolio.

## Medicina popular
En Quintana Roo esta planta se indica contra enfermedades de la boca, como los herpes. En el siglo XX, Maximino Martínez la recomienda contra el herpes.

## Taxonomía
Ageratum maritimum fue descrita por Carl Sigismund Kunth y publicado en Nova Genera et Species Plantarum (folio ed.) 4: 117–118. 1820[1818].
Etimología
Ageratum: nombre genérico que deriva de dos palabras griegas cuyo pleno significado es "no viejo", en alusión a las flores de algunas especies de este género que mantienen el color por un largo tiempo.
maritimum: epíteto latíno que significa "cercano del mar"
Sinonimia
- Ageratum intermedium Hemsl.
- Ageratum littorale A.Gray
- Ageratum littorale f. album Moldenke
- Ageratum littorale var. hondurense B.L.Rob.
- Ageratum littorale f. setigerum B.L.Rob.
- Ageratum maritimum f. calvum B.L.Rob.
- Ageratum maritimum var. intermedium (Hemsl.) B.L.Rob.
- Caelestina maritima (Kunth) Torr. & A.Gray
- Carelia littorale (A.Gray) Kuntze
- Carelia maritima (Kunth) Kuntze
- Eupatorium nudispermum Sessé & Moc.[3]